# Dalia Stasevska
Dalia Stasevska, född 30 december 1984 i Kiev, är en finsk dirigent och violinist. Hon är förste gästdirigent för BBC Symphony Orchestra och tillträdde som chefsdirigent vid Lahtis stadsorkester hösten 2021.

## Biografi
Stasevska föddes i Ukraina som dotter till en finsk mor och en ukrainsk far och flyttade med familjen till Finland när hon var fem år gammal. Hon började spela violin som nioåring och utbildade sig på violin och i komposition vid konservatoriet i Tammerfors samt violin och viola på Sibelius-Akademin i Helsingfors. Stasevska började studera till dirigent när hon var drygt 20 år gammal, först på Kungliga Musikaliska Akademien under bland andra Jorma Panula och senare på Sibelius-Akademin, där hon tog examen 2012, under bland andra Leif Segerstam.
Hon var konstnärlig för ledare för Kamarikesä-festivalen 2010-2015 och har samarbetat med Paavo Järvi i Paris och Esa-Pekka Salonen i både Los Angeles och London. År 2018 var hon, som andra kvinna någonsin, dirigent för Kungliga Filharmoniska Orkestern i samband med utdelningen av Nobelpriset.
Stasevska utsågs till förste gästdirigent för BBC Symphony Orchestra i januari 2019 och debuterade vid The Proms i augusti samma år. I september 2020 var hon dirigent vid Last Night of the Proms.
I maj 2020 meddelade Lahtis stadsorkester att Dalia Stasevska hade utsetts till orkesterns chefsdirigent från säsongen 2021–2022 och tre år framåt. Hon blir orkesterns första kvinnliga chefsdirigent.
Stasevska är gift med den finska musikern och kompositören Lauri Porra, som är basist i power metalbandet Stratovarius.